# 大阪府道254号和泉砂川停車場線
大阪府道254号和泉砂川停車場線（おおさかふどう254ごう いずみすながわていしゃじょうせん）は、大阪府泉南市を通る一般府道である。

## 概要
JR西日本阪和線 和泉砂川駅から泉南市信達牧野に至る。
全線が片側1車線であるが、快速電車停車駅の前とあって自転車・歩行者などの通行量が多い割に、路側帯・歩道が狭いため、自動車での通行には注意が必要である。

### 路線データ
- 起点：大阪府泉南市信達牧野（和泉砂川停車場[1]：JR西日本阪和線 和泉砂川駅前）
- 終点：大阪府泉南市信達牧野（信達牧野交差点、大阪府道64号和歌山貝塚線交点[1]）
- 総延長：259 m[要出典]

## 歴史
- 1959年（昭和34年）12月1日 - 大阪府告示第714号により、大阪府道に認定された[1]。

## 路線状況

### 交通量
24時間自動車類交通量（上下合計）（単位：台）　道路交通センサス
| 区間        | 平成17（2005）年度 | 平成22（2010）年度 | 平成27（2015）年度 |
| ----------- | ------------------ | ------------------ | ------------------ |
| 起点 - 終点 | 8,517              | 7,668              | 7,470              |

- 出典：国土交通省ホームページ「平成22年度全国道路・街路交通情勢調査 一般交通量調査 箇所別基本表（大阪府）」p.71、「平成27年度全国道路・街路交通情勢調査 一般交通量調査 箇所別基本表（大阪府）」p.63

## 地理

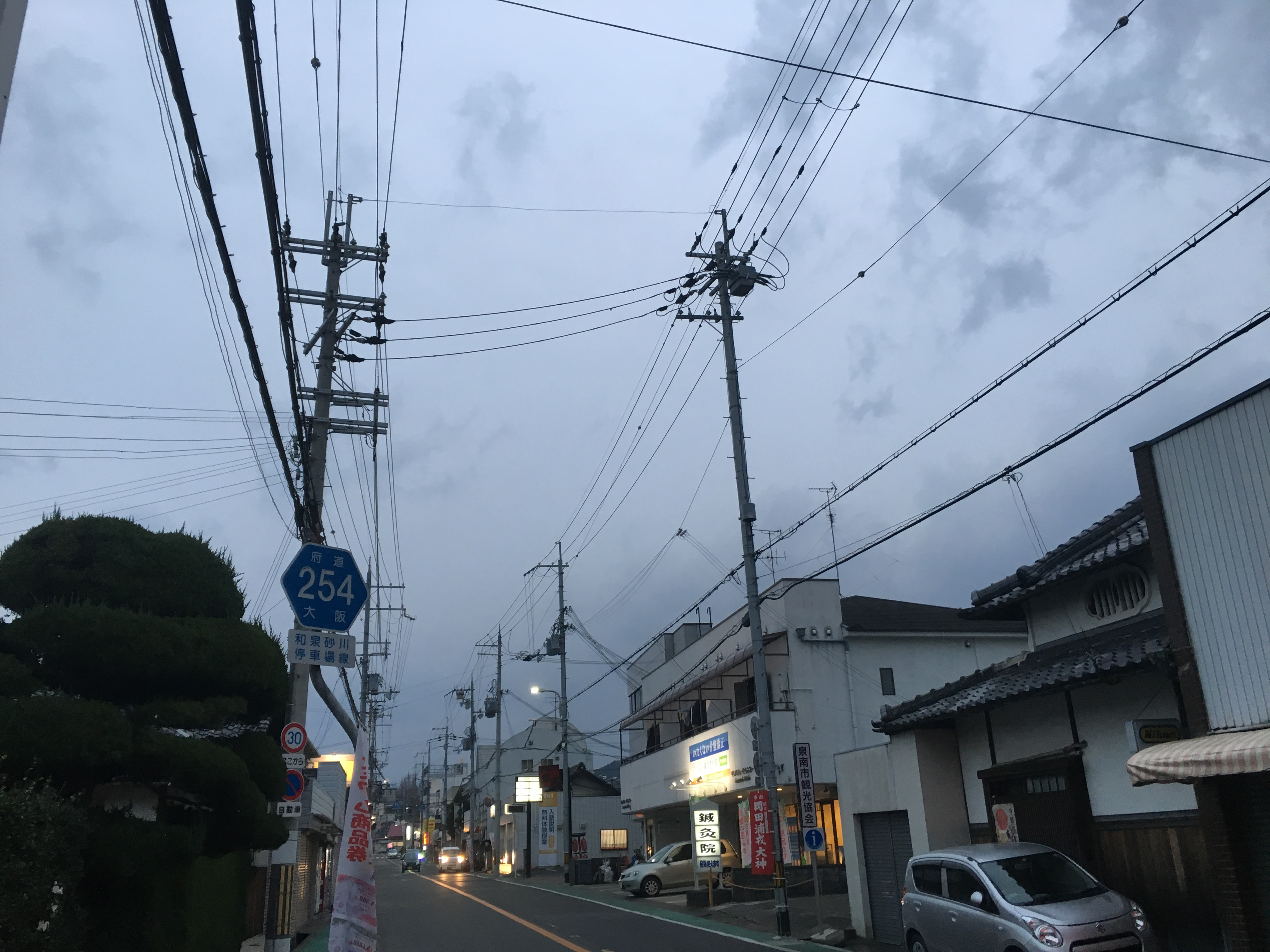
大阪府道254号和泉砂川停車場線
大阪府泉南市信達牧野

### 通過する自治体
- 大阪府
  - 泉南市

### 交差する道路
| 交差する道路                         | 交差する場所 | 交差する場所          |
| ------------------------------------ | ------------ | --------------------- |
| 和歌山県道・大阪府道64号和歌山貝塚線 | 信達牧野     | 信達牧野交差点 / 終点 |

### 沿線
- JR西日本阪和線 和泉砂川駅
- 池田泉州銀行 泉南支店（旧・泉州店『■』）
- 泉南警察署 泉南中央交番